# Bangladeschische Frauen-Cricket-Nationalmannschaft in Sri Lanka in der Saison 2023
Die Tour der bangladeschischen Frauen-Cricket-Nationalmannschaft nach Sri Lanka in der Saison 2023 fand vom 29. April bis zum 12. Mai 2023 statt. Die internationale Cricket-Tour war Bestandteil der Internationalen Cricket-Saison 2023 und umfasste drei WODIs und drei WTwenty20. Die WODIs waren Teil der ICC Women’s Championship 2022–2025. Sri Lanka gewann die WODI-Serie 1–0 und die WT20-Serie 2–1.

## Vorgeschichte
Für beide Mannschaften war es die erste Tour der Saison. Auch war es das erste Aufeinandertreffen der beiden Mannschaften bei einer Tour.

## Stadion
Die folgenden Stadien wurden für das Turnier ausgewählt.
| Stadion                                 | Stadt   | Kapazität | Spiele                |
| --------------------------------------- | ------- | --------- | --------------------- |
| Paikiasothy Saravanamuttu Stadium (PSS) | Colombo | 15.000    | 1. – 2. WODI          |
| Sinhalese Sports Club Ground (SSC)      | Colombo | 10.000    | 1. WODI; 1. – 3. WT20 |

## Kaderlisten
Bangladesch benannte seine Kader am 18. April 2023.
| WODI | WODI | WTwenty20 | WTwenty20 |
| Sri Lanka | Bangladesch | Sri Lanka | Bangladesch |
| --- | --- | --- | --- |
| - Chamari Athapaththu (K) - Nilakshi de Silva - Kavisha Dilhari - Imesha Dulani - Vishmi Gunaratne - Hansima Karunaratne - Kawya Kavindi - Sugandika Kumari - Kaushini Nuthyangana (wk) - Hasini Perera - Udeshika Prabodhani - Inoshi Priyadharshani - Oshadi Ranasinghe - Inoka Ranaweera - Harshitha Samarawickrama - Sathya Sandeepani - Anushka Sanjeewani (wk) - Tharika Sewwandi - Rashmi Silva - Malsha Shehani - Prasadani Weerakkody (wk) | - Nigar Sultana (K, wk) - Shorna Akter - Nahida Akter - Jahanara Alam - Disha Biswas - Fargana Hoque - Rabeya Khan - Fahima Khatun - Murshida Khatun - Sultana Khatun - Sanjida Akter Meghla - Lata Mondal - Ritu Moni - Sobhana Mostary - Shamima Sultana (wk) - Fariha Trisna | - Chamari Athapaththu (K) - Nilakshi de Silva - Kavisha Dilhari - Imesha Dulani - Vishmi Gunaratne - Hansima Karunaratne - Kawya Kavindi - Sugandika Kumari - Kaushini Nuthyangana (wk) - Hasini Perera - Udeshika Prabodhani - Inoshi Priyadharshani - Oshadi Ranasinghe - Inoka Ranaweera - Harshitha Samarawickrama - Sathya Sandeepani - Anushka Sanjeewani (wk) - Tharika Sewwandi - Rashmi Silva - Malsha Shehani - Prasadani Weerakkody (wk) | - Nigar Sultana (K, wk) - Nahida Akter - Jahanara Alam - Disha Biswas - Fargana Hoque - Rubya Haider (wk) - Rabeya Khan - Fahima Khatun - Murshida Khatun - Sultana Khatun - Sanjida Akter Meghla - Lata Mondal - Ritu Moni - Sobhana Mostary - Shamima Sultana (wk) - Fariha Trisna |

## Tour Match
| 27. April Scorecard | Colombo (CCC) | Sri Lanka Cricket President’s XI 116 (38.1) | – | Sri Lanka 89 (33.4) |
|                     |               | Bangladesch gewinnt mit 27 Runs             |   |                     |

## Women’s One-Day Internationals

### Erstes WODI in Colombo
| 29. April Scorecard | Colombo (PSS) | Sri Lanka 152-6 (36.4) | – | Bangladesch |
|                     |               |                        |   |             |

Sri Lanka gewann den Münzwurf und entschied sich als Schlagmannschaft zu beginnen.

### Zweites WODI in Colombo
| 2. Mai Scorecard | Colombo (PSS) | Sri Lanka | – | Bangladesch |
|                  |               | Abgesagt  |   |             |

Auf Grund von Regen wurde das Spiel abgesagt.

### Drittes WODI in Colombo
| 4. Mai Scorecard | Colombo (SSC) | Sri Lanka 186-5 (30)          | – | Bangladesch 128 (29.5) |
|                  |               | Sri Lanka gewinnt mit 58 Runs |   |                        |

Sri Lanka gewann den Münzwurf und entschied sich als Schlagmannschaft zu beginnen. Als Spielerin des Spiels wurde Oshadi Ranasinghe ausgezeichnet.

## Women’s Twenty20 International

### Erstes WTwenty20 in Colombo
| 9. Mai Scorecard | Colombo (SSC) | Sri Lanka 145-6 (20)              | – | Bangladesch 146-4 (19.5) |
|                  |               | Bangladesch gewinnt mit 6 Wickets |   |                          |

Sri Lanka gewann den Münzwurf und entschied sich als Schlagmannschaft zu beginnen. Als Spielerin des Spiels wurde Nigar Sultana ausgezeichnet.

### Zweites WTwenty20 in Colombo
| 11. Mai Scorecard | Colombo (SSC) | Bangladesch 100 (18.3)          | – | Sri Lanka 101-3 (18.3) |
|                   |               | Sri Lanka gewinnt mit 7 Wickets |   |                        |

Sri Lanka gewann den Münzwurf und entschied sich als Feldmannschaft zu beginnen. Als Spielerin des Spiels wurde Kavisha Dilhari ausgezeichnet.

### Drittes WTwenty20 in Colombo
| 12. Mai Scorecard | Colombo (SSC) | Sri Lanka 158-3 (20)          | – | Bangladesch 114-7 (20) |
|                   |               | Sri Lanka gewinnt mit 44 Runs |   |                        |

Sri Lanka gewann den Münzwurf und entschied sich als Schlagmannschaft zu beginnen. Als Spielerin des Spiels wurde Nilakshi de Silva ausgezeichnet.

## Auszeichnungen

### Player of the Series
Als Player of the Series wurden der folgende Spieler ausgezeichnet.
| Serie | Player of the Series     |
| ----- | ------------------------ |
| WODI  | Chamari Athapaththu      |
| WT20  | Harshitha Samarawickrama |

### Player of the Match
Als Player of the Match wurden die folgenden Spielerinnen ausgezeichnet.
| Spiel   | Player of the Match |
| ------- | ------------------- |
| 1. WODI | –                   |
| 2. WODI | –                   |
| 3. WODI | Oshadi Ranasinghe   |
| 1. WT20 | Nigar Sultana       |
| 2. WT20 | Kavisha Dilhari     |
| 3. WT20 | Nilakshi de Silva   |